# Vanilla (リア・ディゾンの曲)
「Vanilla」（ヴァニラ）は、2008年6月25日にリリースされたリア・ディゾンの5枚目のシングル。発売元はビクターエンタテインメント。

## 解説
- 初回限定盤（CD+DVD付）と通常盤（CDのみ）の2形態。
- 初回限定盤にはビデオクリップを収録したDVDが、通常盤にはボーナストラックとして「悲しみと笑顔の中で」（+同曲「Instrumental」）が収録されている。

## 収録曲

### 通常盤
1. Vanilla
  - 作詞：リア・ディゾン & 新美香 / 作曲：ha-j & 知野芳彦 / 編曲：ha-j

日本テレビ系「スーパーチャンプル」 8月エンディング・テーマ
2. LOVE SWEET CANDY
  - 作詞：リア・ディゾン & 新美香 & 白井裕紀 / 作曲：Kana / 編曲：日高智
3. 悲しみと笑顔の中で
  - 作詞：リア・ディゾン & 白井裕紀  / 作曲：江上浩太郎 / 編曲：K-Muto
4. Vanilla (Instrumental)
  - 作曲：ha-j & 知野芳彦 / 編曲：ha-j
5. LOVE SWEET CANDY (Instrumental)
  - 作曲：Kana / 編曲：日高智
6. 悲しみと笑顔の中で (Instrumental)
  - 作曲：江上浩太郎 / 編曲：K-Muto

### 初回限定盤

#### DISC1(CD)
1. Vanilla
2. LOVE SWEET CANDY
3. Vanilla (Instrumental)
4. LOVE SWEET CANDY (Instrumental)

#### DISC2(DVD)
1. Vanilla <Video Clip>
2. Vanilla <Making Video>